# Fourgon-frein
Pour les articles homonymes, voir Caboose.

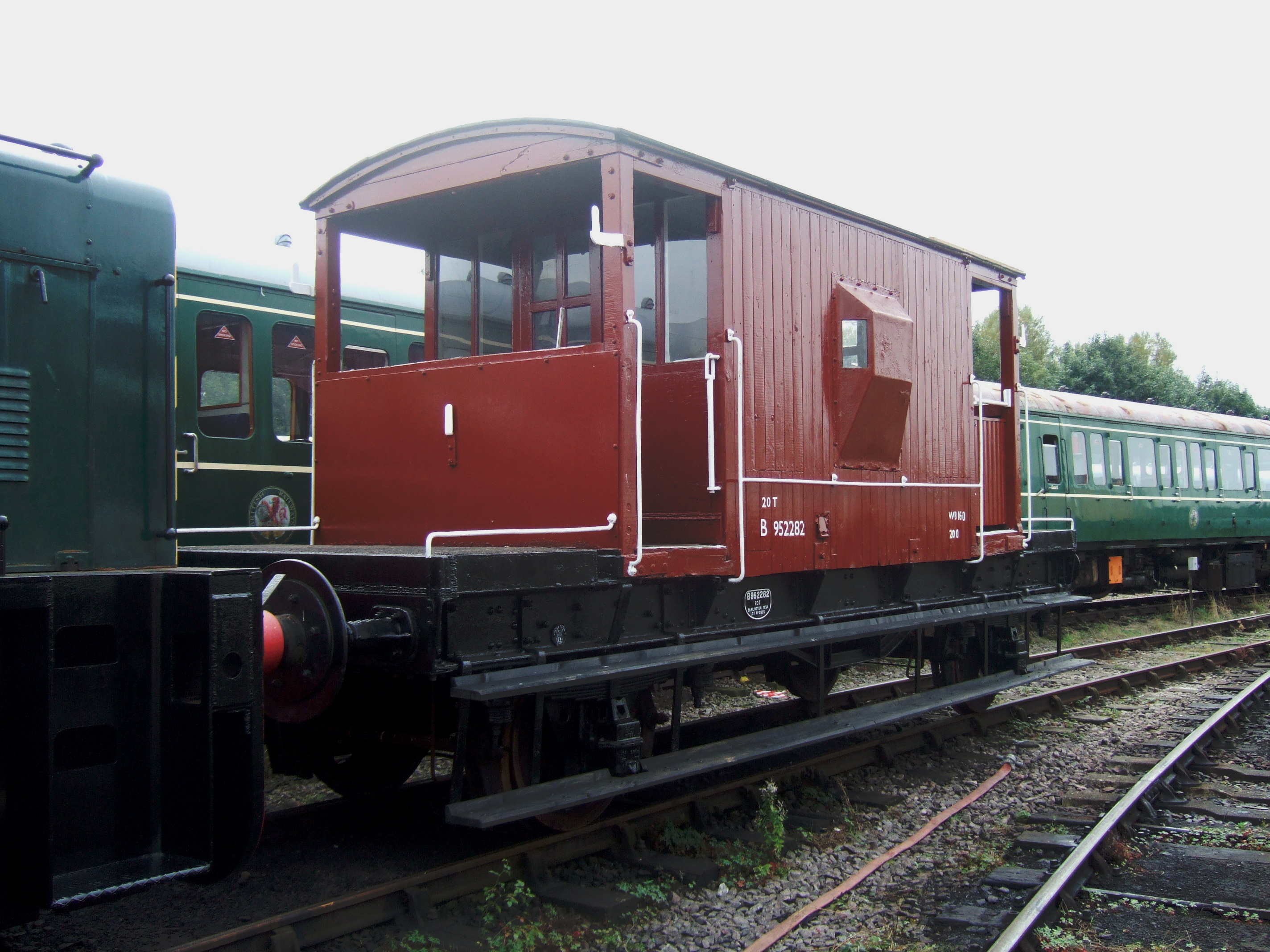
Fourgon-frein des British Railways.

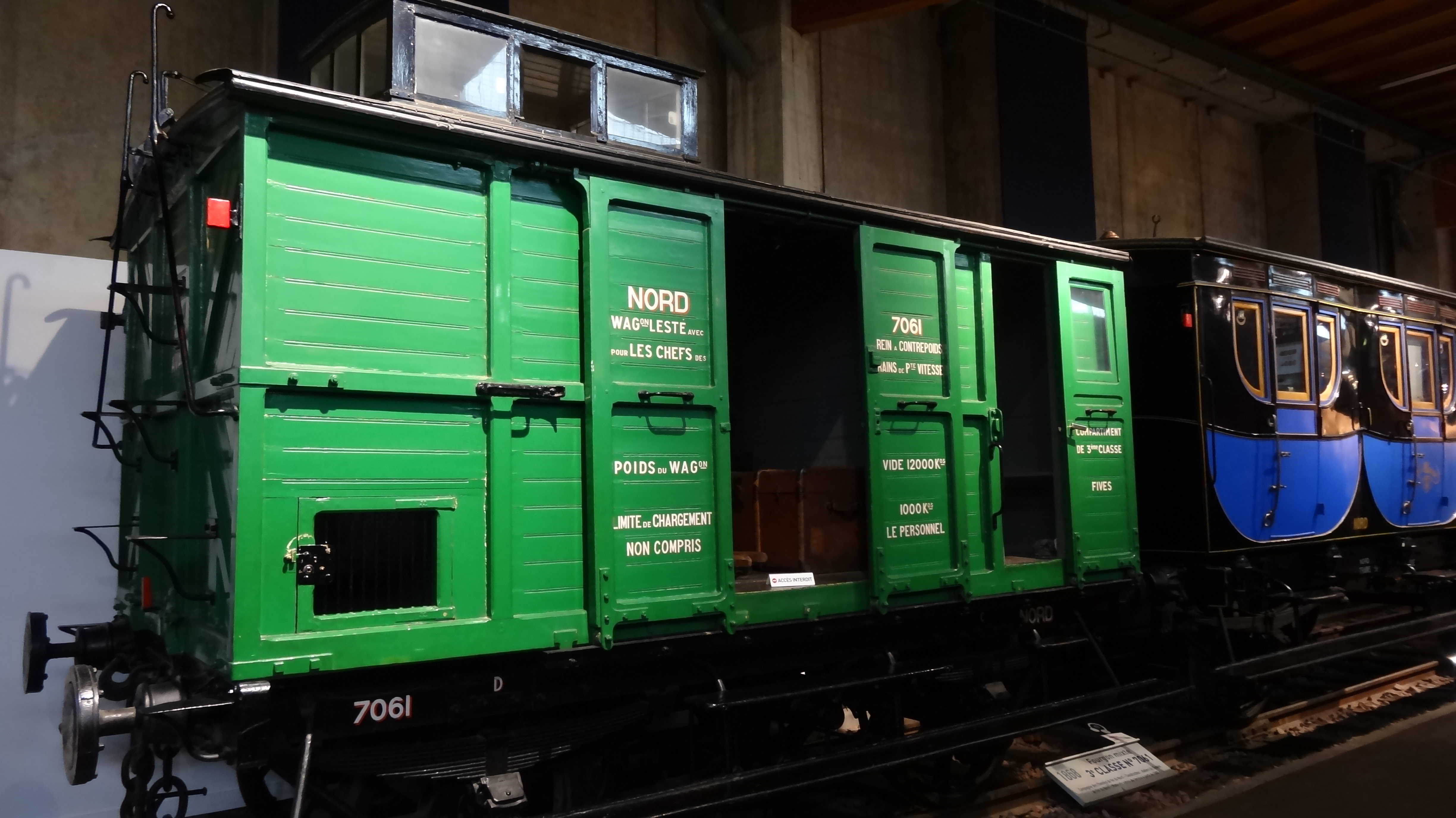
Fourgon-frein de la Compagnie du Nord avec vigie et un compartiment de 3e classe.

Le fourgon-frein, appelé ou caboose en Amérique du nord anglophone et autrefois cambuse au Canada francophone, est un wagon d’accompagnement des trains de marchandises, doté d’un frein à vis. Situé en queue de train, il était occupé par un agent chargé de la surveillance du train et de son freinage en cas de besoin.
Le fourgon-frein date d’avant la généralisation du freinage continu des trains, c’est-à-dire la possibilité d’actionner les freins de chaque wagon depuis la locomotive. En Angleterre, de tels trains ont pu rouler jusque dans les années 1980[réf. souhaitée].

## Historique
Dès le début des chemins de fer, des wagons étaient équipés de freins à vis pour assurer leur immobilisation en stationnement. Mais une fois le train en mouvement, le tender était seul muni de freins en tête du convoi, la locomotive pouvant éventuellement compléter le freinage par contre-vapeur. Cette capacité de freinage limitée a conduit à plafonner la vitesse des trains à seulement 40 km/h. De plus pour réduire le risque de rupture d’un attelage, et donc la perte de contrôle des wagons restants, la longueur des trains était limitée.
Dès les années 1840, on eut l’idée de placer un wagon-frein occupé par un agent à l’arrière des trains. On augmentait ainsi la capacité de freinage des locomotives et surtout, en cas de rupture d’attelage, le gardien pouvait mettre en sécurité la partie restante du train, en actionnant le frein.
Sur les trains longs, ce fourgon était complété par plusieurs serre-freins, installés à bord de wagons de marchandises équipés d'une vigie et d'un équipement de freinage, répartis sur l'ensemble du convoi en fonction du poids des véhicules remorqués. La vue depuis le fourgon-frein et les vigies de serre-freins ainsi que depuis la locomotive garantissait l’intégrité du train. Pour cela, les fourgons-frein du Royaume-Uni étaient signalés par des feux latéraux blancs.
Il était d’usage de relâcher progressivement le frein du fourgon au démarrage du convoi pour éviter les à-coups liés à la mise en tension brutale des attelages qui à cette époque avaient du jeu.
Dans certains pays, notamment en Allemagne, le fourgon-frein est positionné en tête, juste après la locomotive.[réf. souhaitée]

## Utilisation dans les trains de voyageurs
Les fourgons-frein ont été utilisés sur les premiers trains de voyageurs. Certaines voitures de chemin de fer disposent d’un compartiment à bagages doté d’un compartiment frein. Il sert essentiellement à l’immobilisation d’une rame de voiture en stationnement.

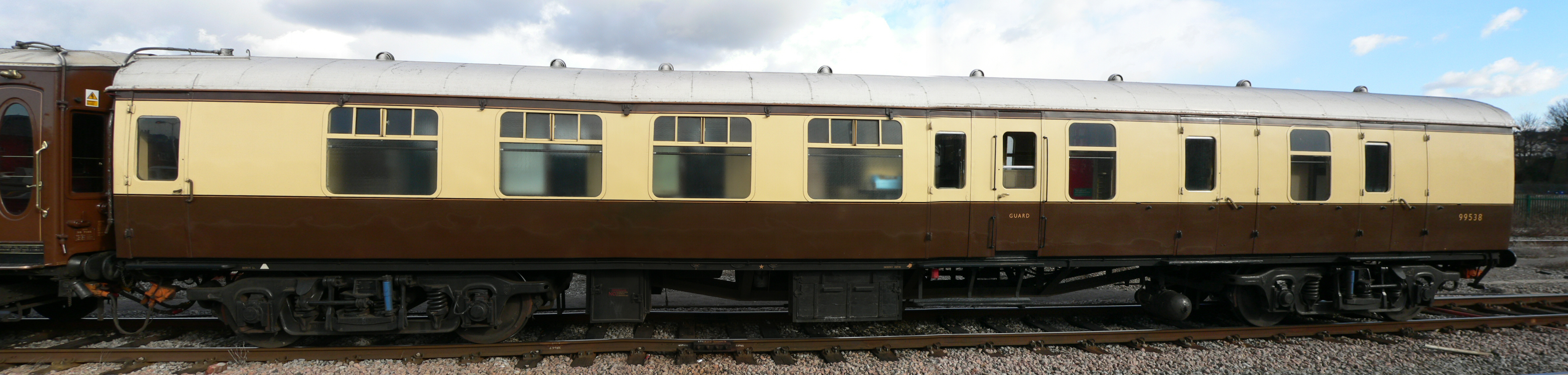
Voiture Mark 1 des British Railways mixte avec espace passagers, bagages et frein.